# Otto Oppenheimer
Otto Oppenheimer (* 7. September 1875 in Bruchsal; † 8. Februar 1951 in New York City) war ein jüdischer Tuchgroßhändler in Bruchsal.

## Leben
Otto Oppenheimer wurde in Bruchsal als siebtes und letztes Kind seiner Eltern Louis Oppenheimer, gebürtig aus Michelfeld und dessen Frau Berta, geborene Bär, aus Untergrombach, geboren. Er wurde in der Bruchsaler Synagoge beschnitten. Seine Mutter starb, als er sieben Jahre alt war. Er besuchte die Volksschule und das Bruchsaler Gymnasium. Wahrscheinlich trat er anschließend in die Tuchgroßhandels-Firma seines Vaters in der Bahnhofstraße 4 ein. Am 27. April 1901 feierte er seinen Junggesellenabschied im damaligen Hotel Keller am Bahnhof. Hier wurde das von ihm geschriebene Lied „Brusler Dorscht“ erstmals vorgetragen. Oppenheimers Freund Hans Albert Ebbecke trug durch seine Konzertreisen durch Deutschland zur Verbreitung des Liedes bei. Am 6. Mai 1901 heiratete er Emma Wälder in Rottweil am Neckar. Ihre gemeinsamen Töchter Suse und Annie kamen 1903 und 1906 zur Welt.
Nach dem Tod seines Vaters 1907 übernahm Otto Oppenheimer den Betrieb. Im August 1915 wurde er als Soldat zum Ersten Weltkrieg eingezogen. Danach war er wieder als Geschäftsführer tätig. Otto Oppenheimer war Mitglied der Großen Karnevalsgesellschaft Bruchsal und 1923 Mitbegründer des städtischen Kunstvereins. Aufgrund der Verhältnisse im nationalsozialistischen Deutschland wurde Otto Oppenheimer im April 1933 seines Amtes als Beiratsmitglied der Bruchsaler Strafanstalten enthoben. 1938 musste er die Tuchhandlung verkaufen und zusammen mit seiner Frau in die Schweiz emigrieren.
Von dort aus bemühten sie sich um die Ausreise in die USA. Vermutlich konnten sie 1941 Plätze auf einen Passagierschiff nach Kuba bekommen. Von Havanna aus reiste die Familie in die USA. Sie betraten am 12. Dezember 1941 amerikanischen Boden. Dort bezogen sie eine Wohnung am Henry Hudson Parkway in der Bronx, New York.
Otto Oppenheimer starb am 8. Februar 1951 an einem Herzschlag in seiner Wohnung in der Bronx und wurde am nächsten Tag auf dem Cedar Park Friedhof in Paramus, New Jersey, beerdigt.

## Posthume Ehrung
Otto Oppenheimer zu Ehren wurde im Jahre 2011 der damalige Holzmarkt beim Technischen Rathaus in Bruchsal in Otto-Oppenheimer-Platz umbenannt. An der Feier der Umbenennung nahmen in den USA lebende Verwandte von Otto Oppenheimer teil.

## Werke (Auswahl)
- Der Brusler Dorscht

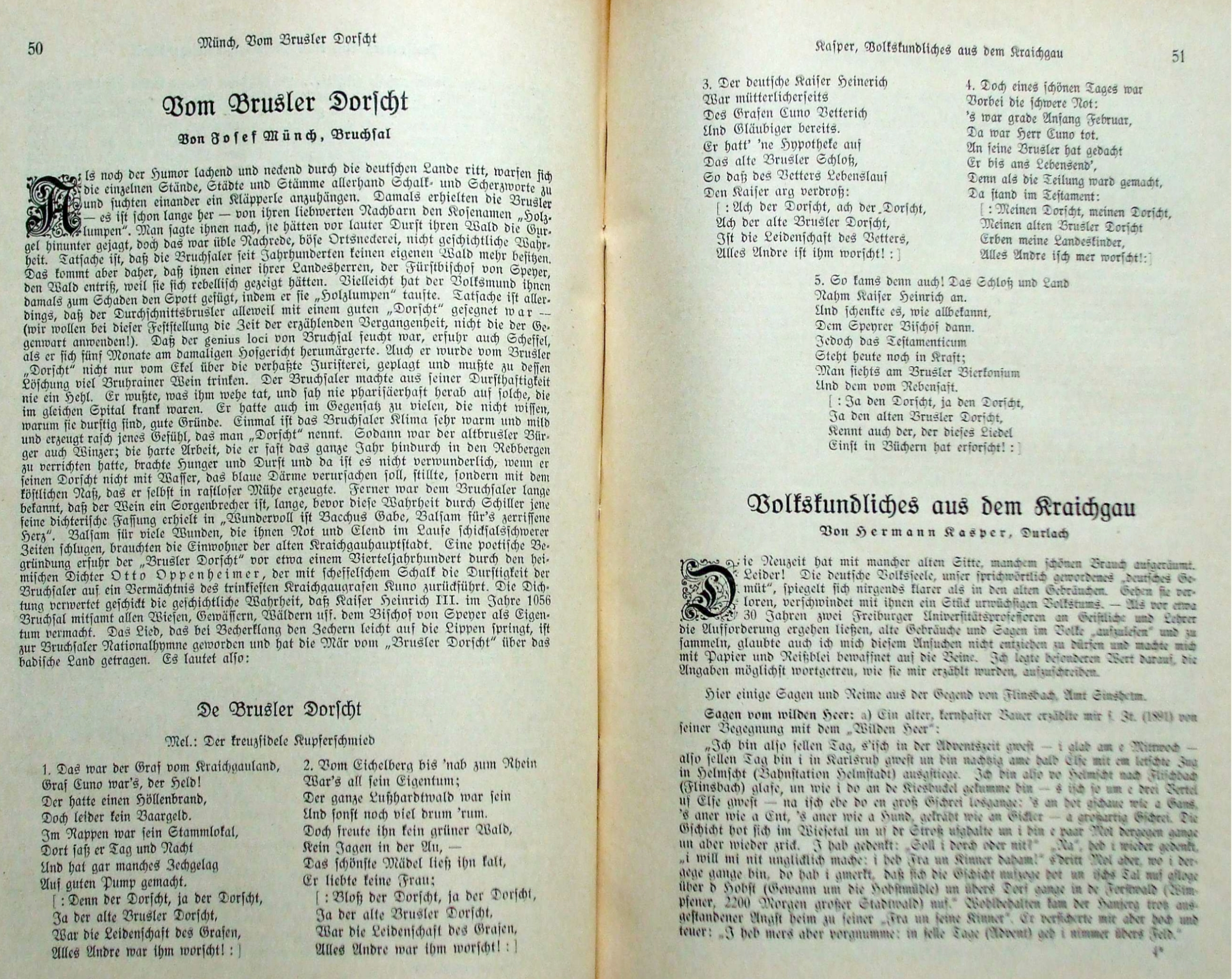
Der Brusler Dorscht von Otto Oppenheimer

- Zehn kleine Meckerlein – Eine zeitgemäße Umdichtung von Zehn kleine Negerlein aus dem „Dritten Reich“.
- Was stelzt uff dem Dach dort
- Zur Gymnasiumsfeier